# Bonatea viridilinea
Bonatea viridilinea là một loài bướm đêm trong họ Geometridae.